# ノーフォーク農法
ノーフォーク農法（英：Norfolk four-course system）は、18世紀にイングランド東部のノーフォーク州で普及した輪栽式農法。ヤング『南部旅行記』以来コムギ→カブ→オオムギ→クローバーの四圃輪栽式農法とされるが、実際の18世紀ノーフォークでは、小麦の跡作として大麦栽培を実施し、クローバーの土地利用をもう1年延長した六圃輪栽式農法の型式が支配的であった。活発な資本投下により土地集積と土壌改良が進められ、拡大する都市市場に向けた商業的な農業生産が発達した。

## 成立の背景

ノーフォーク州

ノーフォークという地域は広範囲にわたって砂質土壌が分布し、本来は小麦作に適さない穀物生産上の劣等地であった。例としてヤングは『南部旅行記』で「ほとんど羊のほかはなにも住んでいないような果てしない未耕の荒野」としている。一方地理上ではイングランド東部の海沿い、中世後期の北大西洋地域における商業活動の中心であったネーデルラントと対岸で面しており、ヨーロッパの市場にアクセスしやすい位置であった。
イングランドでは中世後期から近世にかけてネーデルラント向けの羊毛生産、ついでその羊毛による国内での毛織物生産が大きく発展する。羊は乾燥した砂質土壌によく適しており、市場に近接しているという優位性もあって、ノーフォークは第一次囲い込みの主要な地域となり、大規模経営による羊毛生産が普及した。
17世紀は従来の穀物供給地であったポーランドが戦乱により没落する一方、新大陸との交易を通じてスペイン・ポルトガルや、北大西洋交易の中心地であるネーデルラントが経済的に大きく拡大していく時期であった。これにより穀物需要は増大し、イングランドでは1673年以降国内の穀物価格が一定以下になった場合に補助金を出す、穀物輸出奨励金が導入されるようになり、この制度は名誉革命後の1689年に恒久化された。名誉革命により国王の権限が制限され、私有財産が脅かされるリスクが低下し、議員（＝大地主）の収入が安定することに合わせ、穀物価格が高価格で安定する環境が形成されたことによって、農業生産に対して活発な投資がもたらされる状況が生じた。

## 囲い込み
中世ヨーロッパの農業は様々な封建的な制度によって特徴づけられるものであり、保有する農地を細かな地条に分割・分散させて他の共同体メンバーと混在させた場所に配置させ（混在地制）、そこで行う農作業を個人ではなく共同体全体による共同作業として実施し（耕作強制）、共同作業を円滑に行うため個人による囲いなどは認めず、共同体全体の耕地として開放された状態に置く開放耕地制度がとられていた。これは耕地のみではなく草原や森林においても同様であり、それらの土地は個人の所有する土地ではなく共同体による共有地として扱われていた。
囲い込みというのはこうした封建的な諸制度を破棄し、これまで他人がその土地に対して持ってきた一切の権利（家畜の放牧や落穂拾い、燃料の収集等）を否定する行為であり、土地を個人の管理下の不動産として扱う近代的な土地所有型式へ移行させるものである。
ノーフォークは羊毛需要の高まりの中で囲い込みがいち早く進行した地域であり、共同体規制による束縛を受けずに新農法に取り組める環境が形成されていた。

## 土壌改良
砂質土壌の特徴としては粒子が粗大で保水性が低く、降雨があると塩基が水に溶脱し流亡してしまうことで酸性化が進み、通気性がよいことで有機物の分解が激しく肥料の持ちが悪いことが挙げられる。伝統的な農業方式において小麦の生産に適しているのは粘質土壌であり、ノーフォークは温暖で多湿なイングランドの中にありながら乾燥と酸性土壌に強いライムギ生産の多い地域であった。これは地価を低下させ、ノーフォークが従来的な優良小麦産地と比べて、早期から大規模経営を展開する一因となっている。
また砂質の酸性土壌の問題は穀物生産のみではなく、石灰要求量が大きく中性よりの土壌を好むクローバーのようなマメ科栽培牧草を導入するうえで障害となり、カブを生産する場合には根こぶ病が発生しやすいなど、農業改良を妨げる条件が多かった。
こうした土壌を改良する手段として広く実施されたのが泥灰土の施用である。泥灰土というのは粘土質と炭酸カルシウムが結合した土であり、ノーフォークの地下にも広く分布する土層である。18世紀のノーフォークでは地下を掘ってこの泥灰土を大量に採掘し、耕地に散布することで粘質土壌を補給し土壌酸度を中和する農作業が大規模に展開した。
この作業は効果が高く持続期間も長いものの、非常に莫大な資本投下が必要な作業であり、資本の回収には20年以上の歳月を必要としたという。

## カブの栽培
ノーフォーク農法を特徴づける作物がカブとクローバーである。クローバーをはじめとする栽培牧草は、その農作業も穀物栽培と大きく変わるものではなく、17世紀を通じてネーデルラントから種子を輸入し、イングランドにおいてすでに普及していた。
一方カブは除草・間引き・中耕・培土といった、本来穀物栽培では実施されてこなかった労働を必要とするものであり、新たな熟練労働者の追加を必要としたことから、飼料用に耕地で大規模栽培の普及は遅れて進行する。
この中でノーフォークは砂質土壌であることから生産力は低かったものの、粘質土壌に比べて砕けやすく犂耕や中耕作業全般が容易であり、根菜類は地下に生育することから膨軟で通気性のよい土壌を好むなど、他の地方より低コストでカブ栽培を導入しやすい条件があった。
生産されたカブは甘みがある多汁質の飼料として、飼料が劣化を続ける冬季においても家畜の食欲を維持し、羊や牛の乳生産や肥育に好影響を与え、拡大する都市の畜産物需要に対応した。

## 影響
ヤングが『東部旅行記』において「ノーフォークでおこなわれてきたような大事業を、小農は決して遂行しえないということは、直ちに明らかになるであろう。囲い込み、泥灰土の施用、および囲いの大きさに充分なだけの羊の群を飼育することは、絶対にただ大農のみに属する」と述べた通り、ノーフォークの土地は大規模農場に分割されて土地の所有と経営は切り離され、近代的土地所有者である地主、その経営者である資本家的大借地農、自由化された農業労働者という三分割制が展開する。ノーフォークの農業改革により穀物生産量は大きく増大し、穀物価格の低下は大きな人口の増大を可能にし、産業革命を下支えした。
一方でノーフォーク農法が適合したのはノーフォークのような砂質土壌のみであり、従来的な小麦産地であった中部や西部は穀物価格の低下に対抗できず、穀物栽培から牧畜への転向が多く発生している。
また穀物価格の低下が酒類の製造コストを大きく切り下げたことによって、18世紀前半に酒類の大量消費が社会問題化し、ジン時代と呼ばれる事態が生じた。